# Internationaal Opiumverdrag
Het Internationaal Opiumverdrag (Frans: Convention internationale de l'Opium) was een op 23 januari 1912 onder de auspiciën van de Volkenbond gesloten verdrag dat als doel had het misbruik van opium, morfine en cocaïne en hun derivaten tegen te gaan. Het was het eerste verdrag dat de handel in verdovende middelen aan banden probeerde te leggen. De aanleiding voor de totstandkoming van het verdrag waren de resoluties van de op 1 februari 1909 te Shanghai tot stand gekomen International Opiumcommissie. De Verenigde Staten van Amerika wensten naar aanleiding van deze resoluties een internationaal verdrag te sluiten. Hiervoor werd op 1 december 1911 in Den Haag een internationale conferentie gehouden, die leidde tot de totstandkoming van het eerste Internationaal Opiumverdrag.
De inwerkingtreding van het verdrag ging gepaard met de nodige problemen, doordat het verdrag zelf bepaalde dat de ratificatie van alle deelnemers aan de opiumconferentie vereist was, maar niet alle mogendheden waren bereid tot ratificatie. Daarop werd in overeenstemming met het verdrag een tweede internationale conferentie bijeen geroepen. Het sluitingsprotocol van de tweede conferentie riep alle mogendheden op om toch nog te ratificeren, maar indien dit niet het geval was zou er een derde conferentie georganiseerd worden. Een derde internationale conferentie bleek nodig te zijn en deze kwam op 15 juni 1914 bijeen. In het protocol werd bepaald dat de staten die wel geratificeerd hadden, bij uitblijvende ratificatie van andere deelnemers, op 31 december 1914 konden kiezen om het verdrag in werking te laten treden. In het protocol van 31 december 1914 werd vervolgens bepaald dat het verdrag voor enkele partijen op 11 februari 1915 in werking zou treden.
In het verdrag verplichtten de partijen zich om via wetten en maatregelen extra toezicht te houden op de voortbrenging en verspreiding van ruw opium, bereid opium en medicinaal opium, morfine en cocaïne. De verplichtingen bestonden er mede uit dat het vervoer naar landen die de invoer verboden hadden, moest worden belet. Daarnaast moest er verscherpt toezicht komen op het vervoer naar landen die de invoer beperkten.
Op 19 februari 1925 werd het tweede Internationaal Opiumverdrag in Genève getekend. Dit verdrag verving, tussen de mogendheden die partij bij beide verdragen waren, grote delen van het eerste verdrag en vulde deze verder aan. Beide verdragen werden uiteindelijk vervangen door het Enkelvoudig Verdrag inzake verdovende middelen van 1964.

## In Nederland
Bij de Memorie van Toelichting bij de goedkeuringswet van het verdrag, meldde de regering dat het bestaande wettelijke kader in Nederland niet toereikend was om aan de verplichtingen van het verdrag te voldoen. Volgens de regering kon er niet gewacht worden op een algemene herziening van de Wet op de uitoefening der artsenijbereidkunst, maar was een speciale wet absoluut noodzakelijk. Deze wet zou uiteindelijk in 1919 ingevoerd worden als de Opiumwet.